# العلاقات الأفغانية الأنغولية
العلاقات الأفغانية الأنغولية هي العلاقات الثنائية التي تجمع بين أفغانستان وأنغولا.

## مقارنة بين البلدين
هذه مقارنة عامة ومرجعية للدولتين:
| وجه المقارنة                                              | أفغانستان                    | أنغولا           |
| --------------------------------------------------------- | ---------------------------- | ---------------- |
| المساحة (كم2)                                             | 652.23 ألف                   | 1.25 مليون       |
| عدد السكان (نسمة)                                         | 34.94 مليون                  | 29.78 مليون      |
| الكثافة السكانية (ن./كم²)                                 | 53.57                        | 23.82            |
| العاصمة                                                   | كابل                         | لواندا           |
| اللغة الرسمية                                             | اللغة البشتوية، اللغة الدرية | اللغة البرتغالية |
| العملة                                                    | أفغاني                       | كوانزا أنغولي    |
| الناتج المحلي الإجمالي (بليون دولار)                      | 20.82 مليار                  | 124.21 مليار     |
| الناتج المحلي الإجمالي (تعادل القوة الشرائية) بليون دولار | 62.62 مليار                  | 184.83 مليار     |
| الناتج المحلي الإجمالي الاسمي للفرد دولار أمريكي          | 594                          | 4.10 ألف         |
| الناتج المحلي الإجمالي للفرد دولار أمريكي                 | 1.93 ألف                     |                  |
| مؤشر التنمية البشرية                                      | 0.479                        | 0.533            |
| رمز المكالمات الدولي                                      | +93                          | +244             |
| رمز الإنترنت                                              | .af                          | .ao              |
| المنطقة الزمنية                                           | ت ع م+04:30                  | ت ع م+01:00      |

## منظمات دولية مشتركة
يشترك البلدان في عضوية مجموعة من المنظمات الدولية، منها:
| علم المنظمة | اسم المنظمة                        | تاريخ انضمام أفغانستان | تاريخ انضمام أنغولا |
| ----------- | ---------------------------------- | ---------------------- | ------------------- |
|             | منظمة الشرطة الجنائية الدولية      | ?                      | ?                   |
|             | منظمة حظر الأسلحة الكيميائية       | ?                      | ?                   |
|             | مؤسسة التمويل الدولية              | 23 سبتمبر 1957         | 19 سبتمبر 1989      |
|             | يونسكو                             | 4 مايو 1948            | 11 مارس 1977        |
|             | البنك الدولي للإنشاء والتعمير      | 14 يوليو 1995          | 19 سبتمبر 1989      |
|             | مؤسسة التنمية الدولية              | 2 فبراير 1961          | 19 سبتمبر 1989      |
|             | الأمم المتحدة                      | 19 نوفمبر 1946         | 1 ديسمبر 1976       |
|             | وكالة ضمان الاستثمار متعدد الأطراف | 16 يونيو 2003          | 19 سبتمبر 1989      |
|             | الاتحاد الدولي للاتصالات           | 12 أبريل 1928          | 13 أكتوبر 1976      |
|             | الاتحاد البريدي العالمي            | ?                      | ?                   |

## وصلات خارجية
- موقع وزارة الخارجية الأفغانية
- موقع وزارة الخارجية الأنغولية